# Pontogenia laeviseta
Pontogenia laeviseta är en ringmaskart som beskrevs av Hartman 1939. Pontogenia laeviseta ingår i släktet Pontogenia och familjen Aphroditidae. Inga underarter finns listade i Catalogue of Life.